# A Hole in the Ground (film 1917)
A Hole in the Ground è un cortometraggio muto del 1917.

## Produzione
Il film fu prodotto dalla Selig Polyscope Company.

## Distribuzione
Distribuito dalla K-E-S-E Service, il film - un cortometraggio in due bobine - uscì nelle sale cinematografiche statunitensi il 28 maggio 1917.